# Bamberg, Staatsbibliothek, Msc.Jur.1
Die Handschrift Bamberg, Staatsbibliothek, Msc.Jur.1 ist die älteste vollständige Abschrift der Institutiones Iustiniani. Der Kodex war bis zur Säkularisation Teil der Dombibliothek Bamberg und wird heute als Teil der Kaiser-Heinrich-Bibliothek in der Staatsbibliothek Bamberg aufbewahrt. Bernhard Bischoff folgend wird meist angenommen, dass Msc.Jur.1 von Heinrich II. von Italien nach Bamberg gebracht worden sei.

## Beschreibung

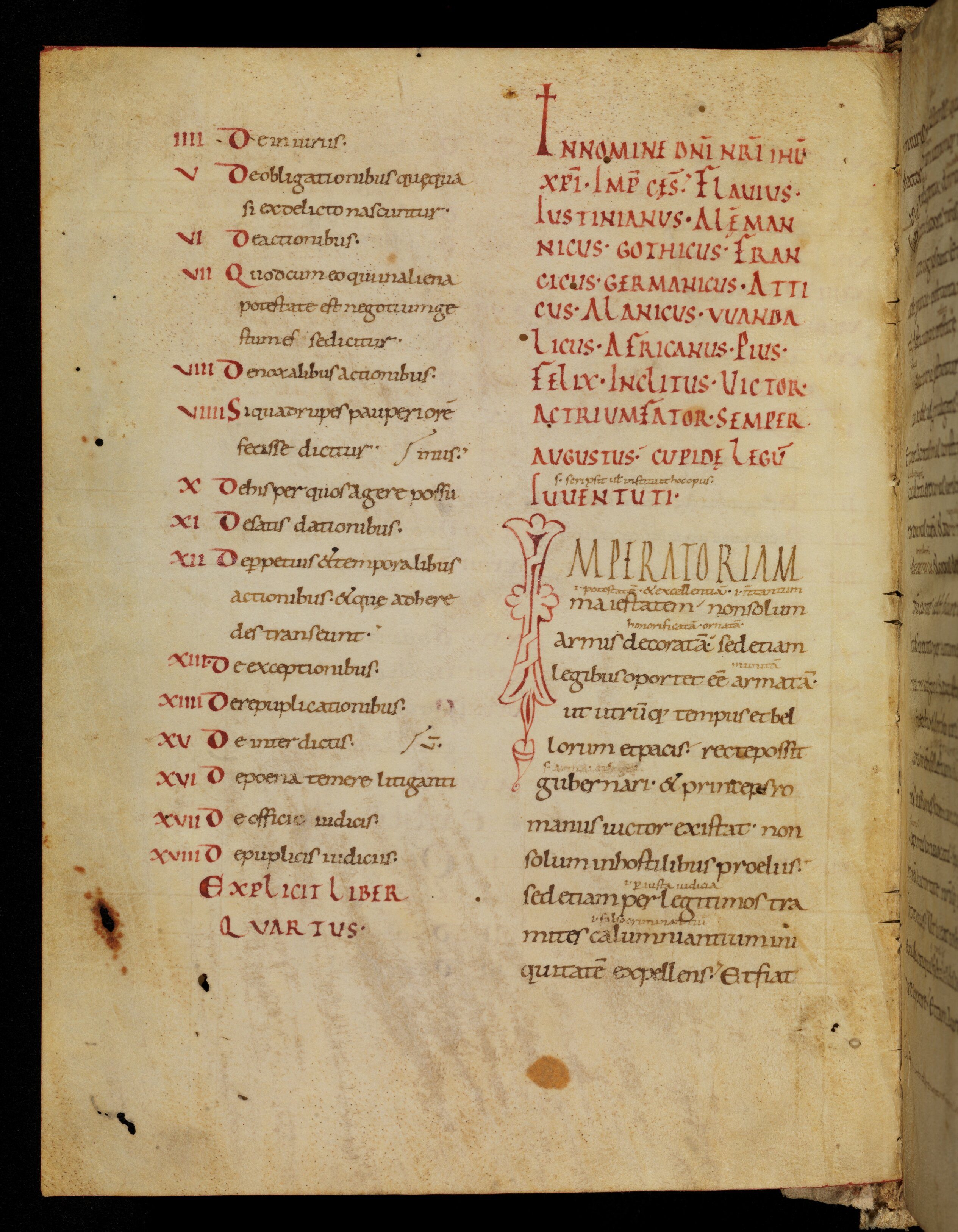
Bamberg, Staatsbibliothek, Msc.Jur.1, fol. 2v.

Der Kodex misst 24,3 auf 18,3 cm und umfasst 124 Blatt Pergament, die mit je 24 langen Zeilen beschrieben sind (nur fol. 1r–2v sind in zwei Spalten geschrieben). Die Handschrift ist abgesehen von der Rubrizierung von Zahlen, Überschriften und Initialen (darunter einige wenige sehr große) weitgehend schmucklos.
Die Schrift der Haupthand ist eine Romanesca, was auf eine Entstehung in Rom oder Umgebung hinweist. Der Hauptteil mit den Institutiones wurden von zwei Schreibern geschrieben (fol. 1v-40v bzw. 41r-124r), die drei Ergänzungen jeweils von anderen Schreibern. Für das Kapitular auf fol. 124r wurde sowohl eine italienische als auch eine Mainzer Schrift vermutet.
Die Datierung von Msc.Jur.1 ist umstritten. Im 19. Jahrhundert wurde sie mehrfach in das 9. oder (frühe) 10. Jahrhundert datiert. Schon Elias Avery Lowe hatte allerdings eine Datierung in das späte 10. oder frühe 11. Jahrhundert vertreten. Bischoff datierte die Schrift eher nach als vor 1002. Hartmut Hoffmann argumentierte für eine Entstehung im zweiten Drittel des 10. Jahrhunderts. Charles Radding, Antonio Ciaralli, Francesca Macino und zuletzt Wolfgang Kaiser gehen von einer Entstehung erst nach dem Jahr 1000 aus. Kaiser unterscheidet dabei vier Hände, die er teils dem Anfang des 11. Jahrhunderts, teils der ersten Jahrhunderthälfte zuweist.
Der Einband stammt von 1611.

## Inhalt und Bedeutung
Der Kodex enthält (fol. 1v–124r) die Institutiones, deren Text teilweise durch kurze Interlinear- und Marginalglossen erläutert wird. Außerdem ist von jeweils anderen Schreibern fol. 1r eine Liste der Pfalzrichter eingetragen, fol. 124r ein Kapitular Ottos I. von 971 und auf fol. 124v ein kurzer Auszug aus der Historia Langobardorum des Paulus Diaconus eingetragen.
Die Handschrift spielt für die Textgeschichte des Corpus iuris civilis eine große Rolle, weil es sich um die älteste vollständige Abschrift der Institutiones handelt. Msc.Jur.1 (damalige Signatur: D.II.3) war einer der wichtigsten Textzeugen für die Edition von Paul Krüger und eine von nur drei Handschriften, die er schon für seine erste Ausgabe von 1867 im Original benutzt hatte. Krüger ging davon aus, dass der Kodex aus dem 9. oder 10. Jahrhundert stammte, also deutlich älter sei, als die moderne Forschung es annimmt. Die Glossen sind unter anderem deshalb für die rechtshistorische Forschung interessant, weil sie Zitate aus den Digesten enthalten.